# Danmarks ambassade i Tallinn
Danmarks ambassade i Tallinn er Danmarks diplomatiske repræsentation i Estland. Ambassaden blev etableret i 1991, da Estland genvandt sin uafhængighed fra Sovjetunionen, og Danmark anerkendte Estlands selvstændighed. Ambassaden ligger på Wismari 5.
Før Anden Verdenskrig lå ambassaden i Helsinki, dog med et konsulat i Tallinn. Mellem 1918 og 1929 var konsul Jens Christian Johansen placeret på Uus tänav 14.
Ambassadens primære opgave er at fremme danske interesser i Estland og arbejde for at styrke samarbejdet mellem Danmark og Estland på en række områder, herunder politik, økonomi, handel, kultur og videnskab.
Ambassaden i Tallinn yder også konsulær bistand til danske borgere i Estland, f.eks. ved pas- og visumansøgninger, og bistand i tilfælde af ulykker, sygdom og dødsfald.
Ambassaden ledes af ambassadør Niels Bøl Abrahamsen og består af en række afdelinger, herunder politisk afdeling, økonomisk afdeling, handelsafdeling og konsulær afdeling.
Ambassaden samarbejder tæt med Estlands regering, EU-institutioner i Estland og andre internationale organisationer i Estland, herunder NATO og FN.